# البا-لا-رماین
البا-لا-رماین (به فرانسوی: Alba-la-Romaine) یک کمون در فرانسه است که در Canton of Viviers واقع شده‌است.

## خصوصیات
البا-لا-رماین ۳۰٫۴۶ کیلومترمربع مساحت و ۱٬۴۰۷ نفر جمعیت دارد.